# Indolestes sutteri
Indolestes sutteri – gatunek ważki z rodziny pałątkowatych (Lestidae).